# Trágico terremoto en México (película de 1987)
Trágico terremoto en México es una producción cinematográfica mexicana.
Basada en la tragedia que sufrió la Ciudad de México, tras el terremoto de 1985, enalteciendo y agradeciendo el esfuerzo de propios y extraños en la ayuda por rescatar a vivos y muertos de los escombros.  

## Hecho real
El terremoto del jueves 19 de septiembre de 1985, conocido como el Terremoto de México de 1985, afectó en la zona centro, sur y occidente de México y ha sido el más significativo y mortífero de la historia escrita de dicho país. El Distrito Federal, la capital del país, fue la que resultó más afectada. Cabe remarcar que la réplica del viernes 20 de septiembre de 1985 tuvo gran repercusión para la Ciudad de México.
Este fenómeno sismológico se suscitó a las 7:19 a. m. Tiempo del Centro (13:19 UTC) con una magnitud de 8.1 grados en la escala de Richter, cuya duración aproximada fue de poco más de dos minutos, superando en intensidad y en daños al terremoto registrado el 28 de julio de 1957 también en la Ciudad de México.
El epicentro se localizó en el Océano Pacífico, frente a las costas del estado de Michoacán, muy cerca de Lázaro Cárdenas Estado de Michoacán. Un informe del Instituto de Geofísica en colaboración con el Instituto de Ingeniería de la Universidad Nacional Autónoma de México publicado el 25 de septiembre de 1985, detalla más aún que el epicentro fue localizado frente a la desembocadura del Río Balsas localizada entre los límites del estado de Michoacán y Guerrero a las 7:17:48 a. m. alcanzando la Ciudad de México a las 07:19 a. m. con una magnitud de 8.1 grados según la escala de Richter. Fue de un sismo combinado de movimiento trepidatorio y oscilatorio a la vez. La ruptura o falla que produjo el sismo se localizó en la llamada Brecha de Michoacán, conocida así por su notable, hasta ese momento, carencia de actividad sísmica. Se ha determinado que el sismo fue causado por el fenómeno de subducción de la Placa de Cocos por debajo de la Placa Norteamericana.
En las consecuencias se unieron al rescate; el ejército, policías y gente de todo el país, ya al siguiente día (20 de septiembre) llegó ayuda de otros países expertos en búsqueda y rescate, dejando una cifra de muertos muy alta.
Nunca se ha sabido un número exacto de víctimas debido a la censura impuesta por el gobierno de Miguel de la Madrid. La ayuda internacional fue rechazada en un principio por el primer mandatario, e inclusive se sabe que en el espacio aéreo del Aeropuerto Internacional de la Ciudad de México un avión de ayuda humanitaria de caritas internacional sobrevolaba ya que no la daban permiso de aterrizar y fue por orden de la primera dama que el avión y la ayuda internacional logró entrar para ayudar a los cuerpos de rescate mexicanos que en ese momento no se daban abasto, al ver sobrepasada las capacidades del gobierno, éste decidió aceptarla. 
Años después se hicieron las siguientes apreciaciones al respecto:
Muertes: el gobierno reportó el fallecimiento de entre 6 y 7 mil personas e incluso llegó a suponer que la suma final fue de 10 mil. Sin embargo, años después con la apertura de información de varias fuentes el registro aproximado se calculó en 35 mil muertos aunque hay fuentes que aseguran que la cifra rebasó los 40 mil muertos. El Parque del Seguro Social se usó para acomodar y reconocer cadáveres. Se utilizaba hielo para retrasar la descomposición de los cuerpos.
Las personas rescatadas con vida de los escombros fueron aproximadamente más de 4 mil. Hubo gente que fue rescatada viva entre los derrumbes hasta diez días después de ocurrido el primer sismo.
El número de estructuras destruidas en su totalidad aproximadamente fue de 30 mil y aquellas con daños parciales 68 mil.
La Torre Latinoamericana fue un caso excepcional de ingeniería pues este terremoto no le causó daño alguno.
Entre los edificios más emblemáticos derrumbados o parcialmente destruidos durante el terremoto fueron: El edificio Nuevo León del Conjunto Urbano Nonoalco Tlatelolco, Los edificios A1, B2 y C3 del Multifamiliar Juárez, Televicentro (actualmente Televisa Chapultepec), Los Televiteatros (actualmente Centro Cultural Telmex), Una de las Torres del Conjunto Pino Suárez de más de 20 pisos que albergaba oficinas del Gobierno, Los lujosos Hoteles: Regis (hoy Plaza de la Solidaridad), D´Carlo y del Prado ubicados en la zona de la Alameda Central, Varias fábricas de costura en San Antonio Abad (en la cual murieron muchas costureras), Así mismo se cuentan hospitales como el Hospital Juárez, Hospital General de México y Centro Médico Nacional donde se llegó a rescatar a poco más de 2.000 personas a pesar de que en el derrumbe quedaron atrapados tanto el personal como los pacientes que se encontraban en ellos.
Es notable el hecho de que en los hospitales que se derrumbaron, una parte de los recién nacidos -algunos de ellos en incubadora -se lograron rescatar de los escombros del Hospital Juárez siete días después del terremoto. 
Se crea la agrupación civil Brigada de Rescate "Topos Tlatelolco", grupo de rescate que ha auxiliado a la población incluso a nivel internacional llegando en la actualidad a participar en las labores de rescate del Terremoto del Océano Índico de 2004, fenómeno que generó una ola gigante conocida como tsunami.

## Argumento
Patricia una madre soltera queda embarazada de Miguel, a pesar de las súplicas de la madre de Miguel él la deja sola. Un terremoto golpea la ciudad, justo cuando su hijo nace y Patricia se encuentra atrapada con su bebé en los escombros del hospital. 
Narra la solidaridad y los actos de heroísmo que caracterizaron a la población de México después del terremoto ocurrido en el año 1985. Todo ello a través de una serie de historias entrelazadas en las que los personajes viven sus alegrías y frustraciones cotidianas, las cuales se ven afectadas por el trágico acontecimiento. 

## Reparto
| Actor                      | Personaje                 |
| -------------------------- | ------------------------- |
| Miguel Ángel Rodríguez     | Miguel                    |
| Pedro Weber "Chatanuga"    | Solario                   |
| Mario Almada               | Don Nacho                 |
| Sergio Ramos "El Comanche" | Tepo                      |
| Diana Golden               | Patricia                  |
| Isaura Espinoza            | Ángela, enfermera         |
| Rosario Granados           | Sarita "Charito Granados" |
| Cecilia Tijerina           | Connie                    |
| Juan Peláez                | Dr. Rodrigo Rubí          |
| Víctor Lozoya              | Luis                      |
| Alejandra Meyer            | Cristina                  |
| Arturo Alegro              | Taxista                   |
| Marcos Efrem Zarinaga      | Pulga                     |
| Óscar Fentanes             | Amigo de Miguel           |
| Carlos F. Pouliot          | Dr. "Carlos Pouliot"      |
| José Zambrano              |                           |